# Mausoleo Martinengo
Il mausoleo Martinengo è un monumento funebre realizzato mediante l'uso di marmi vari e bronzo (465x360x126 cm) da Gasparo Cairano, Bernardino dalle Croci e probabilmente dalla bottega dei Sanmicheli, databile tra il 1503 e il 1518 e conservato nel museo di Santa Giulia a Brescia, nel coro delle monache.
Il monumento, di indiscusso valore artistico e storico, è uno dei più emblematici manufatti attribuibili alla corrente della scultura rinascimentale bresciana: l'opera è incentrata su purezza architettonica e artistica, ricercatezza di cromie mediante l'utilizzo di marmi antichi, molti dei quali probabilmente di recupero, e iconografia mitologica, il cui obiettivo è la massima celebrazione del defunto cui il mausoleo stesso è destinato.

## Premessa
Le origini e la datazione del mausoleo Martinengo hanno costituito forse il maggiore equivoco nella storiografia dell'arte rinascimentale bresciana, generando a loro volta un'altra serie di errori ed errate presunzioni, prima tra tutte l'infondata attribuzione dell'opera a Maffeo Olivieri. La reale storia del monumento, ancora parzialmente incompleta, è nota solamente a partire dal 1977, grazie a una scoperta compiuta da parte dello storico Camillo Boselli: una serie di documenti al riguardo, infatti, hanno profondamente stravolto le conoscenze acquisite in merito all'opera fino ad allora. I seguenti paragrafi, pertanto, illustrano la storia del mausoleo oggi effettivamente ricostruibile sulla base dei documenti dell'epoca, accennando solo in un secondo momento alla versione ormai sorpassata.

## Storia

### La commissione originale

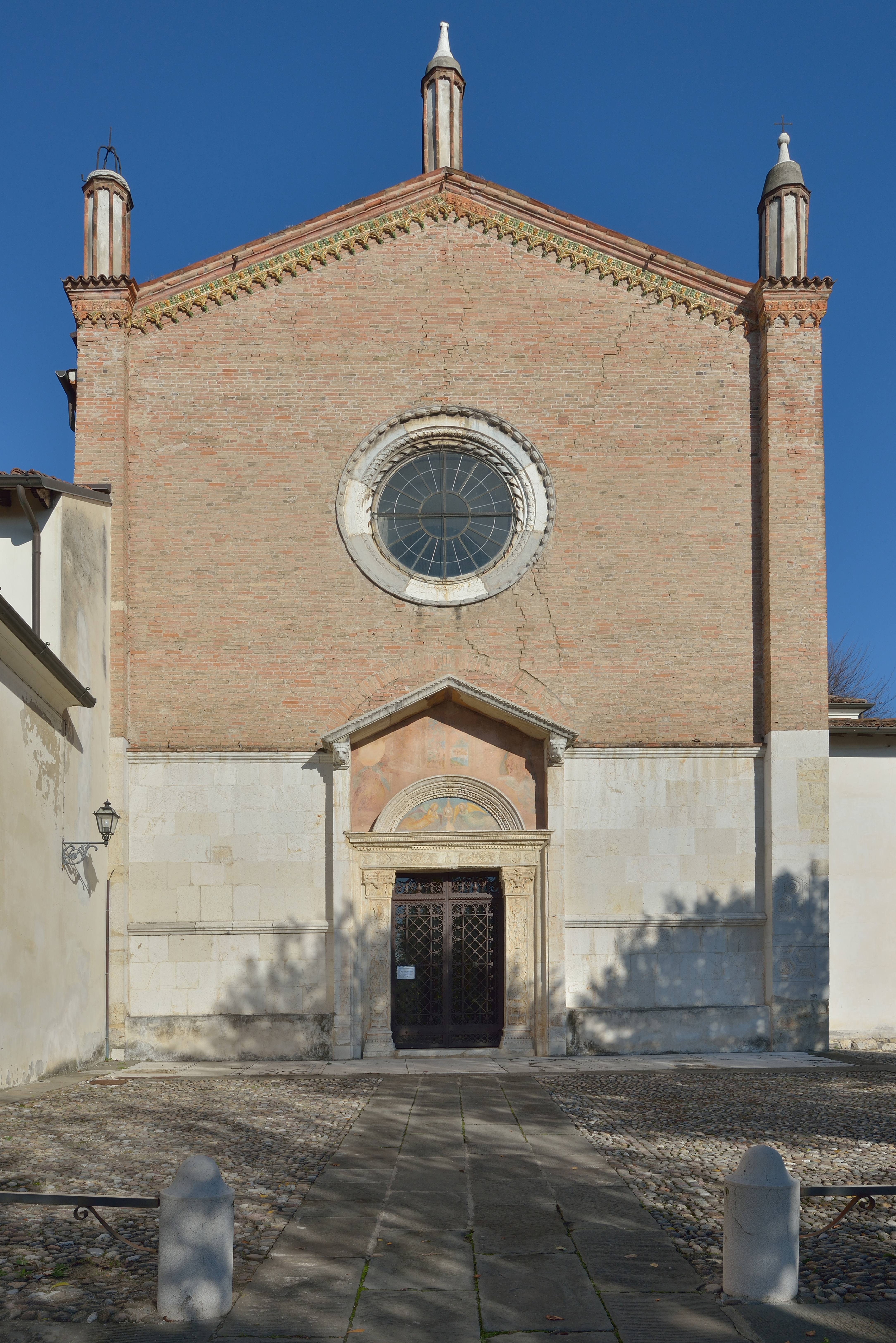
La chiesa del Santissimo Corpo di Cristo a Brescia.

Il contratto originale di commissione del mausoleo viene stipulato il 29 maggio 1503 tra i due fratelli Francesco e Antonio II Martinengo di Padernello e l'orafo bresciano Bernardino delle Croci. Nell'atto viene specificato che il monumento, da collocarsi nella chiesa del Santissimo Corpo di Cristo, viene realizzato in ossequio alla volontà testamentaria del padre dei due, Bernardino Martinengo di Padernello, morto nel 1501 o 1502.
Questa disposizione, a sua volta, è contestuale a una sorta di tradizione dinastica avviata dal padre di quest'ultimo, Antonio I Martinengo di Padernello, capostipite di questo specifico ramo della famiglia. Questi, dopo aver finanziato i lavori di ampliamento del coro della chiesa di San Francesco d'Assisi a Brescia nel 1464, aveva ricevuto dai frati il diritto a utilizzarlo in modo esclusivo come luogo di sepoltura, sia per sé che per i suoi discendenti. Avendo tuttavia rinunciato a questa prerogativa, preferì optare per una soluzione più appariscente, quale la costruzione di una sorta di "chiesa di famiglia", appunto la chiesa del Santissimo Corpo di Cristo. Il nuovo edificio religioso e il monastero annesso vengono edificati dall'ordine dei gesuati, a partire dal 1467 circa, per contributo quasi completo del Martinengo, il quale lascia come disposizione testamentaria, nel 1473, di essere sepolto in questo luogo. La commissione del mausoleo è perciò da inquadrare in questo unico e grande progetto: riunire in un solo luogo, appositamente dedicato ed ideato, le sepolture dei Martinengo di Padernello.
Il dettagliato contratto descrive i connotati che dovrà assumere il mausoleo, decretandone da subito un certo valore artistico, e una serie di particolari circa i materiali e alcune figure quali una "imagibus [...] in forma pietatis" in sommità. Il documento menziona anche un progetto delineato su un foglio di carta, allegato al contratto e andato poi perduto. La consegna dell'opera viene stabilita in tre anni, dietro un compenso al Delle Croci pari a 500 ducati, con la possibilità di elevarlo a 600 in base al giudizio sull'opera finita.

### Dalle vertenze economiche al blocco della commissione

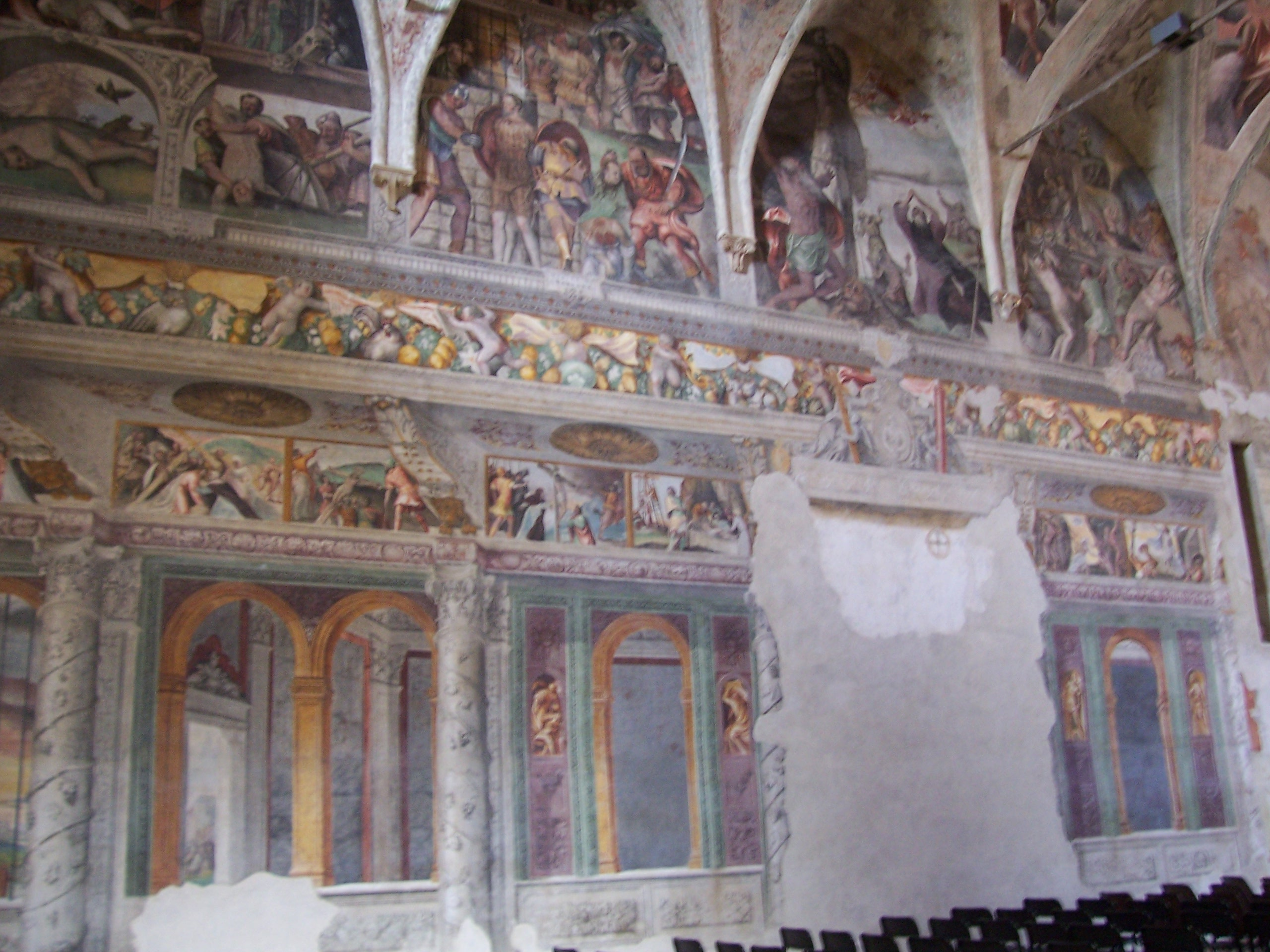
Il fianco ovest della navata della chiesa del Santissimo Corpo di Cristo a Brescia. Si nota l'impronta della collocazione originale del mausoleo, prima del trasferimento.

La scadenza della consegna al 1506, tuttavia, non viene rispettata dall'orafo. Due successivi atti datati a quell'anno, infatti, dimostrano l'esistenza di una vertenza economica tra il Delle Croci e la committenza Martinengo, le cui cause avevano portato alla degenerazione del rapporto tra i due e al blocco del progetto. Nel primo documento, datato 13 maggio 1506, Antonio II Martinengo si denuncia debitore nei confronti dell'orafo per 300 ducati, di cui 200 per spese varie relative all'erigendo mausoleo e a una certa quantità di argenteria che i Martinengo avevano ricevuto dal Delle Croci senza pagargliela, e 100 per addirittura dei soldi ricevuti in prestito dall'orafo. È verosimile che le spese relative al mausoleo riguardassero l'approvvigionamento dei materiali di base, certo costosi, la cui spesa non era ancora stata saldata dalla committenza. Per risolvere la vertenza, Antonio II Martinengo rigira il debito nei confronti dell'orafo su un tale Gerolamo di Lazzaro, debitore verso il nobile proprio di 300 ducati. Il documento attesta che la formula viene accettata e sottoscritta da tutti e tre i soggetti coinvolti.
La riappacificazione, tuttavia, dura poco. Sei mesi dopo, in un atto datato 6 novembre 1506, Antonio II Martinengo si attesta nuovamente debitore verso il Delle Croci di 1000 lire, vale a dire nuovamente 300 ducati circa, oltretutto per la stessa causale, ossia spese varie relative al mausoleo e un prestito pecuniario dell'orafo nei confronti del nobile. Il documento, inoltre, sancisce la già avvenuta morte di Francesco Martinengo, fratello di Antonio II e committente insieme a questi del monumento. Anche in questo caso, tutte le parti accettano e sottoscrivono il trasferimento del debito verso Bernardino delle Croci da Antonio II a tale Ottolino di Sant'Ottolino, debitore verso il nobile della medesima cifra. Risulta perciò chiaro come l'inadempienza del Delle Croci nella consegna del mausoleo fosse in realtà causata dai mancati pagamenti della committenza Martinengo, che non aveva coperto neppure le prime spese di acquisto dei materiali, oltre a non ripagare l'orafo di ben due prestiti da lui ottenuti.
Dopo questo atto, la sequenza documentaria si interrompe per ben 10 anni. In questo lasso di tempo, il clima politico europeo si surriscalda, portando in breve ai fatti della guerra della Lega di Cambrai e alle prime incursioni francesi a Brescia, culminate nel terribile sacco di Brescia del 1512 ad opera dei francesi, guidati da Gaston de Foix-Nemours. Quest'ultimo, oltre a gettare in rovina la città, dissolve il cosiddetto mito della Brixia magnipotens. I Martinengo, da sempre di parte filo veneziana, trascorrono certamente anni non facili, durante i quali l'importante commissione al Delle Croci, relativa a un'età dell'oro per l'economia e le arti ormai conclusa, viene completamente accantonata.

### La ripresa dei lavori
Nel 1516, anno della riconquista di Brescia da parte di Venezia, si registra in definitiva l'ultimo documento relativo a questa già citata commissione. Nell'atto, datato 6 agosto 1516, troviamo un Antonio II Martinengo ormai stremato che arriva a cedere al Delle Croci due case in muratura di sua proprietà, del valore di 800 lire l'una ma offerte al prezzo di sole 200, in cambio della "solenne promessa" dell'orafo di completare il lavoro entro un anno e mezzo, dunque entro il gennaio del 1518. In caso di mancato rispetto dell'accordo, il Delle Croci sarebbe incorso in sanzioni pattuite dal medesimo contratto, relative ai diritti sulle due case cedute. Un dettaglio di particolare importanza è la specificazione di come il mausoleo, sebbene ancora in fase di lavorazione, si trovasse già installato all'interno della chiesa del Santissimo Corpo di Cristo ("inceptum in ecclesia Jesuatorum Brixie"); sebbene non si possa ricavare la condizione in cui versava il mausoleo all'epoca, è dato certo che la sua ultimazione richiese ancora un anno e mezzo di lavoro.
Interessante, in tal senso, quanto riportato nel testamento dello stesso Antonio II, redatto l'anno precedente (1515): nell'atto infatti, il nobile dispone di essere sepolto all'interno del mausoleo, specificando che al suo interno già riposava la salma del padre Bernardino. Lo stato del mausoleo al 1515, pertanto, non deve essere troppo lontano dal completamento, al contrario di quanto si potrebbe pensare: l'affermazione di Antonio II lascia credere che il monumento fosse concluso almeno nelle parti principali, quali la struttura lapidea. Il fatto che al suo interno avesse già trovato posto la salma di Bernardino Martinengo, inoltre, potrebbe essere il motivo di una tanto impellente necessità di portarlo a termine.
Terminano qui le informazioni documentarie sulla commissione del mausoleo. Non è possibile evincere, pertanto, in che modo questa elaborata vicenda ebbe fine, potendo solo constatare che il mausoleo Martinengo diventa presenza stabile all'interno della chiesa del Santissimo Corpo di Cristo almeno dagli anni 1520.

### La sepoltura di Marcantonio Martinengo

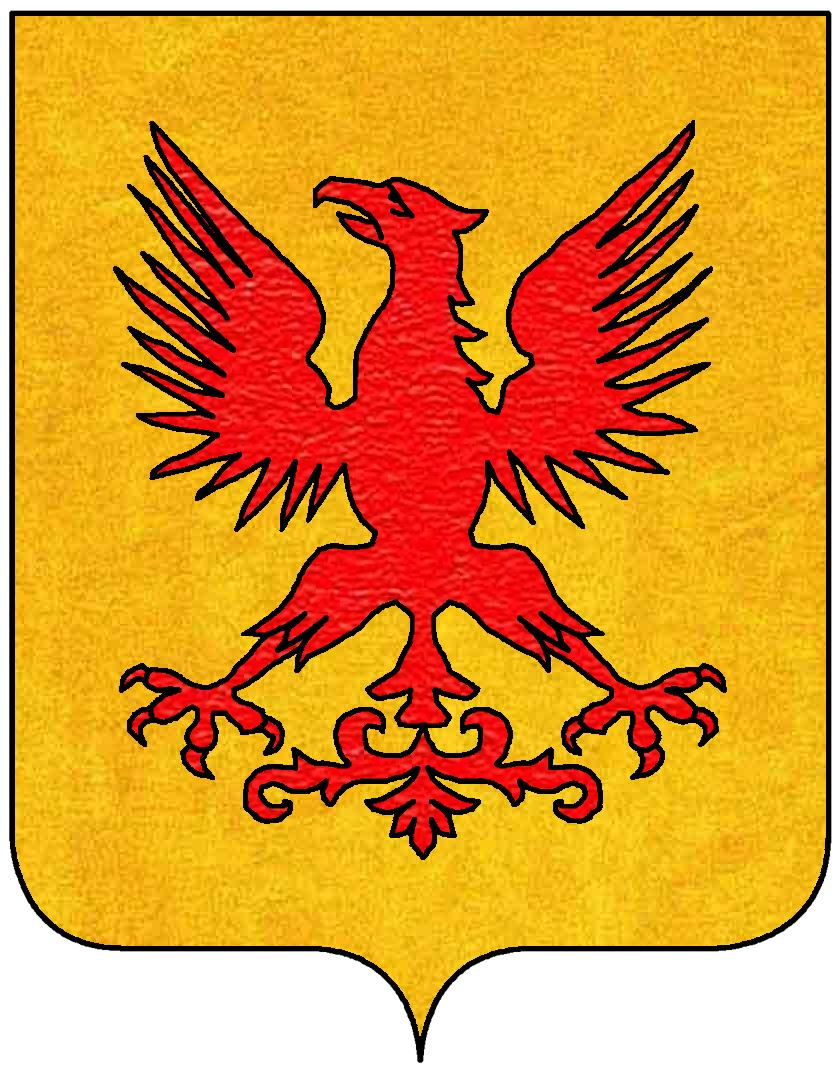
Stemma dei Martinengo.

Il 24 luglio 1526, circa dieci anni dopo la conclusione delle precedenti vicende documentarie, il capitano di cavalleria Marcantonio Martinengo della Pallata viene gravemente ferito combattendo contro l'arma spagnola attorno a Cremona. Il nobile, noto uomo d'armi e pronipote di Bartolomeo Colleoni, muore quattro giorni dopo a Brescia, dove era stato trasportato per tentarne le cure. Pandolfo Nassino, storico bresciano dell'epoca, tramanda l'episodio e ne descrive le solenni esequie, celebrate da Mattia Ugoni, durante le quali il capitano viene sepolto nella chiesa del Santissimo Corpo di Cristo, all'interno del mausoleo dei Martinengo di Padernello. Questo fatto trova spiegazione notando come i due rami della famiglia fossero strettamente legati: quello dei Martinengo della Pallata si era generato staccandosi da quello dei Martinengo di Padernello grazie a Gaspare Martinengo, figlio dell'Antonio I fondatore della chiesa del Santissimo Corpo di Cristo, luogo che aveva pertanto un significato per entrambe le famiglie. Era inoltre stato lo stesso Gaspare a portare il ramo dei Martinengo della Pallata in linea ereditaria con Bartolomeo Colleoni, sposandone una figlia legittima, e diventando successivamente nonno di Marcantonio Martinengo.
Né testimonianze dell'epoca né successive, tuttavia, attestano l'apposizione di un qualche tipo di lapide o iscrizione in occasione della sepoltura del capitano. Non è infatti da ritenere pertinente al mausoleo e a Marcantonio Martinengo una lapide segnalata invece come tale da Paolo Guerrini nel 1930, poiché essa è stata successivamente identificata in una lapide il cui testo fu trascritto da Sebastiano Aragonese poco oltre la metà del XVI secolo, il quale vi lesse la data "MDL" (1550), in seguito abrasa. Nonostante ciò, il mausoleo Martinengo diventa noto come il mausoleo di Marcantonio Martinengo, così come la qualità e composizione dei suoi ornamenti dovevano suggerire ai futuri studiosi, in relazione all'importanza del capitano.
Nasce quindi il grande equivoco sulle origini del monumento, che peserà sulla sua storia per quasi cinquecento anni. Dimenticata la volontà testamentaria del meno conosciuto Bernardino Martinengo, dimenticati la commissione e il contratto tra Bernardino Delle Croci e i figli del nobile, dimenticato il lento avanzamento dei lavori, il mausoleo passa alla storia come il sepolcro del capitano Marcantonio Martinengo, realizzato nel 1526 in concomitanza con la sua morte: con questa attribuzione e questa indicazione cronologica verrà ricordato da tutta la letteratura storica, bresciana e non.

### Il mausoleo nel XVII secolo

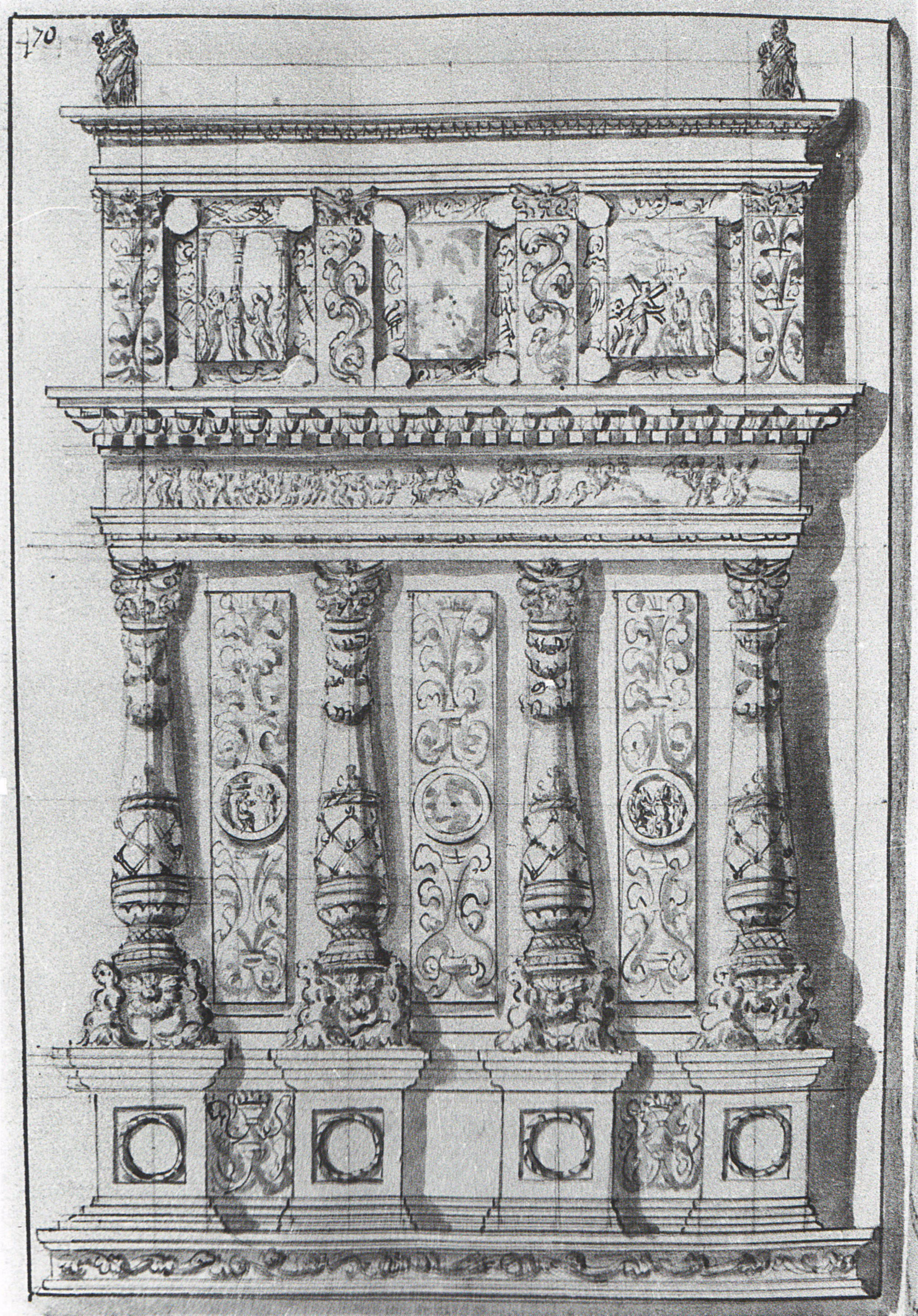
L'acquerello del 1668 raffigurante il mausoleo.

Nel 2003 è stato reso noto un acquerello, conservato alla Biblioteca Queriniana di Brescia e datato 1668, raffigurante il mausoleo in vista frontale. Il disegno proviene dal secondo volume dei Trophaea Martia, manoscritti e decorati a Venezia tra il 1686 e il 1689 in celebrazione della casata dei Martinengo da Barco. Si tratta di un documento molto prezioso poiché restituisce la condizione del monumento a quella data, fornendo utili dati per interpretare alcune vicende legate alla commissione dell'opera e alla sua evoluzione. Benché esso sia abbastanza sommario, illustra come, a quella data, il pannello bronzeo centrale fosse già mancante e non ancora colmato dalla Crocifissione lignea oggi presente, e nota solamente a partire da un'incisione del 1822. Il coronamento è già identico all'attuale, senza alcun fastigio centrale, mentre le due statue angolari sono evidentemente le stesse ancora presenti.
Il fregio con i Trionfi, invece, è disegnato integro, tuttavia sono riportate abbastanza fedelmente solo le parti che permangono, mentre sono molto più approssimati e quasi lacunosi i tratti attualmente mancanti, come se il monumento ne fosse privo già allora e l'autore dell'acquerello li abbia liberamente interpretati per completezza di disegno. Tutte le altre parti del mausoleo corrispondono fedelmente all'esistente. In particolare, risulta già vuoto il clipeo centrale sul rivestimento di fondo del monumento, ma non è dato sapere se esso fosse stato concepito così o dovesse ospitare altro, per esempio un altro tondo marmoreo o bronzo, oppure una scritta o uno stemma.

### Il trasferimento ai Musei Civici
Il monastero annesso alla chiesa, che con il passare dei secoli vede prima la caduta dei gesuati, poi l'ingresso e la fine dei canonici di San Giorgio in Alga e infine la gestione dei frati francescani riformati, resta attivo fino al 1810 quando, in seguito alle soppressioni napoleoniche, l'ordine francescano viene abolito e il convento sequestrato, trasformandosi in proprietà demaniale. La chiesa invece non viene secolarizzata, godendo della presenza di due sacerdoti nominati dal vescovo. La maggior parte del patrimonio artistico all'interno, tra cui il mausoleo Martinengo, si salva così da eventuali espropri e dispersioni. Nel 1883, tuttavia, il medesimo mausoleo Martinengo viene smontato e trasferito ai neonati Musei Civici di Brescia, per arricchirne il patrimonio espositivo. Così scrive Antonio Fappani nel 1972:
(Antonio Fappani, Mons. Pietro Capretti, 1972, p. 28.)
Il mausoleo viene immediatamente installato nel coro delle monache del monastero di Santa Giulia, dove aveva sede il museo assieme alla ex chiesa di Santa Giulia, sotto l'arcone laterale centrale della parete nord. In questa collocazione è documentato da tutte le fotografie dell'epoca, attorniato da altri pezzi, oggetti e monumenti musealizzati che costituiranno il nucleo di reperti per il museo di Santa Giulia, aperto nel 1998. In occasione dell'allestimento del museo, l'opera viene spostata contro la testata ovest del coro, in corrispondenza del varco, oggi tamponato, verso la ex chiesa di Santa Giulia.

## Descrizione
Il mausoleo presenta linee semplici e definite, ornate da una profusione di dettagli ornamentali, caratteristiche della scultura rinascimentale bresciana. Su un basamento a più ordini si elevano quattro colonne su piedistallo, entrambi rivestiti da elaborate decorazioni e composti da marmi differenti. I piedistalli, in particolare, presentano tondi bronzei con vari soggetti raffigurati, molti scomparsi. Le colonne sono specchiate sul fondo mediante l'utilizzo di lesene e, nei tre spazi fra di esse, si sviluppano altrettanto elaborati riquadri con al centro tre tondi, di cui due in marmo e raffiguranti scene mitologiche: si tratta di una Scena di sacrificio e di una Scena di battaglia. Altri tondi in bronzo, sedici in tutto ma molti perduti, si trovano sui piedistalli delle colonne e delle lesene e rappresentano altre scene tratte dalla mitologia.
Le colonne sostengono poi una trabeazione il cui fregio, sopravvissuto in modo frammentario, è decorato dai Trionfi della Fede, della Fortezza e della Giustizia, raffigurati sotto forma di lungo corteo. Al di sopra della trabeazione si imposta il sarcofago vero e proprio, decorato da tre formelle bronzee quadrate con raffigurate la Flagellazione di Cristo, la Salita al Calvario e la Preghiera nell'orto. Altre due formelle, una sul fianco destro e una centrale alla cassa, completavano il ciclo, ma sono entrambe mancanti: una, la Deposizione centrale, è sostituita con una copia intagliata nel legno, mentre è ignoto il soggetto della seconda, che verosimilmente doveva trattarsi di una Crocifissione.
Le formelle sono inquadrate da cornici cariche di simboli legati all'iconografia cristiana e al mondo comune, mentre fanno da coronamento al mausoleo le due statue di San Pietro e San Paolo, in posizione angolare. Sulla faccia inferiore del sarcofago, infine, è intarsiata in rilievo una grande aquila in marmo nero, simbolo dei Martinengo.

## Stile

### Itinerario critico
Il monumento diventa per la prima volta oggetto di studio critico nel 1900 da parte di Alfred Gotthold Meyer, nel secondo volume del suo Oberitalienische Frührenaissance: il testo dedica un intero capitolo alla scultura e all'architettura bresciana, individuandole per la prima volta come specifico caso critico da affrontare separatamente dal più ampio contesto lombardo, con un'analisi dettagliata delle opere e della bibliografia, anche locale. Meyer, come tutti, ritene il mausoleo eseguito per Marcantonio Martinengo e lo postdata addirittura al 1530 circa, dicendo di desumere questa informazione dagli scritti di Federico Odorici; inoltre lo avvicina di più a Stefano Lamberti, al quale attribuisce l'ornamentazione marmorea, giudicandola correttamente più moderna di quella della facciata della chiesa di Santa Maria dei Miracoli. Lo studioso identifica invece nello stesso autore dei Cesari di palazzo della Loggia, dunque Gasparo Cairano, lo scultore dei due tondi marmorei a soggetto mitologico, congetturandone una responsabilità anche per i tondi bronzei.
Il mausoleo Martinengo non è più oggetto di significativi studi critici fino agli anni 1930, quando Antonio Morassi lo pone alla base di una nuova ricostruzione critica riferita a Maffeo Olivieri, generando un nuovo, grande equivoco nella storiografia della scultura rinascimentale bresciana. Le conoscenze sull'Olivieri all'inizio del XX secolo, prima dell'inedita trasformazione di questo scultore nell'indiscusso protagonista della scultura rinascimentale bresciana, sono molto limitate e legate esclusivamente alla produzione di alcune medaglie, a una pala lignea a Condino e ai due candelabri bronzei della basilica di San Marco a Venezia, firmati. Le eventuali potenzialità di questo artista evidentemente poliedrico, tuttavia completamente assente dalle fonti dell'epoca, vengono appunto captate per la prima volta da Antonio Morassi in un articolo del 1936. Lo studioso, convinto di essere al cospetto di un autore decisamente importante e tutto da scoprire, si reca a Brescia alla ricerca di opere di rilievo, che una personalità di questo tipo doveva avere sicuramente lasciato. Perciò:
(Antonio Morassi, Per la ricostruzione di Maffeo Olivieri in "Bollettino d'Arte", anno XXX, 6, dicembre 1936, pp. 243-245.)

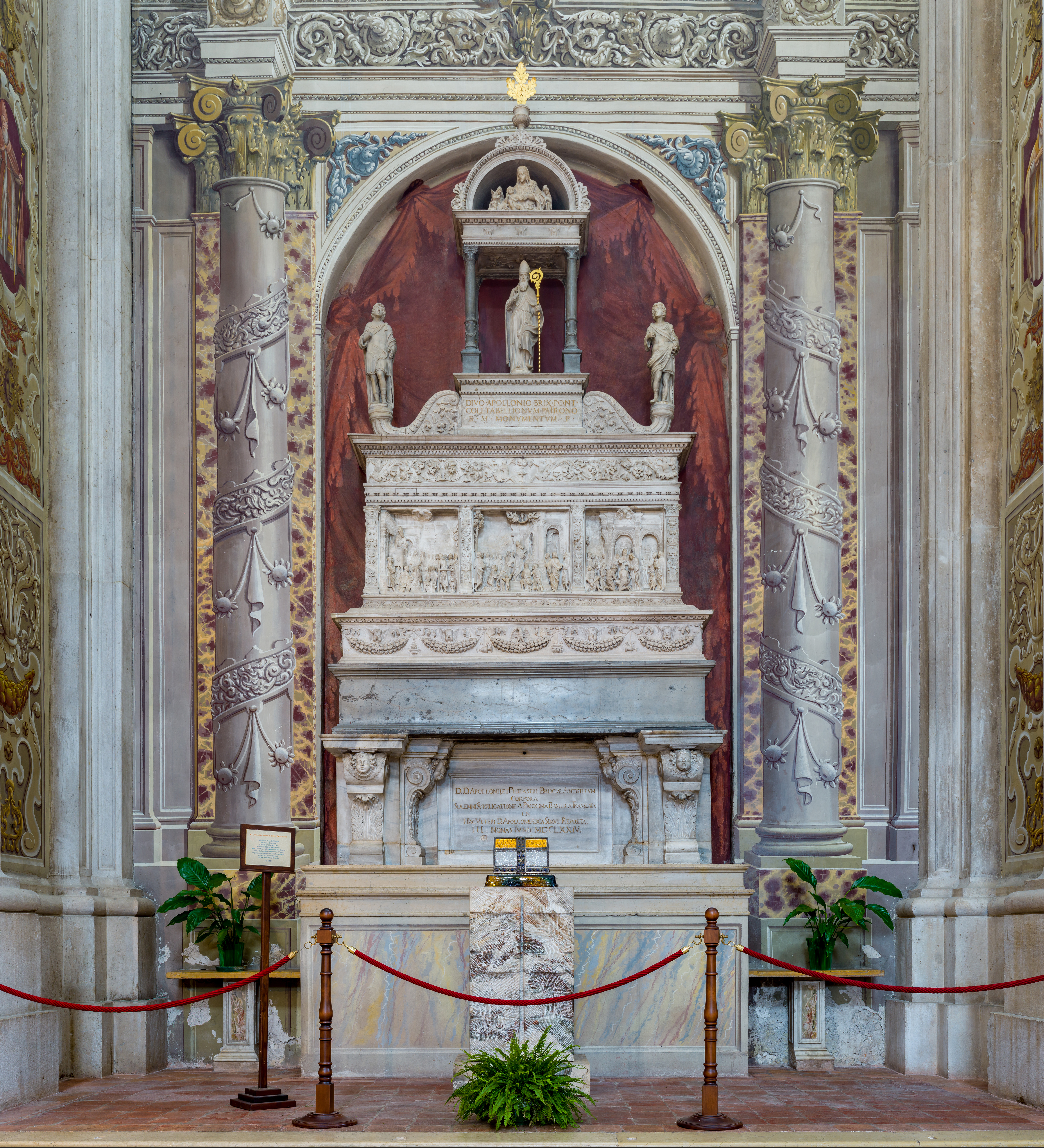
L'arca di sant'Apollonio.

A questo punto dell'articolo, il Morassi è già convinto della paternità dell'Olivieri sui bronzi del mausoleo Martinengo, mentre ha ancora dubbi sulla parte marmorea. Dubbi che saranno sciolti più avanti, nello stesso articolo, per via puramente deduttiva. Da notare, inoltre, che anche il Morassi risente dell'equivoco sulla datazione del monumento, il che va in aiuto dello studioso per il raffronto con i candelabri veneziani datati 1527. Oltretutto, il Morassi equivoca anche la proposta di Stefano Fenaroli di assegnare all'Olivieri i bronzi del mausoleo, affermando che lo studioso bresciano doveva averne desunto il nome da documenti dell'epoca, quando ciò non era palesemente possibile dato che, in tal caso, il Fenaroli non avrebbe esitato a inserirli nell'appendice documentaria del suo Dizionario. Dopo altri ragionamenti deduttivi, che portano il Morassi a mettere addirittura in dubbio l'esistenza di maestri di riferimento in campo scultoreo nella Brescia di inizio XVI secolo, lo studioso non ha più alcun dubbio nell'assegnare a Maffeo anche la responsabilità dell'apparato lapideo del mausoleo:
(Antonio Morassi, Per la ricostruzione di Maffeo Olivieri in "Bollettino d'Arte", anno XXX, 6, dicembre 1936, pp. 246-247.)
Nel volume del 1939 dedicato a Brescia del Catalogo delle cose d'arte e d'antichità d'Italia, Antonio Morassi non ha più alcun dubbio nell'attribuire all'Olivieri la qualifica di scultore e, pertanto, procede alla definizione del suo catalogo di opere bresciane in marmo, di proporzioni quantitative e qualitative molto maggiori rispetto alle medaglie e all'ancona lignea fino a quel momento assegnate. Il mausoleo Martinengo diventa "opera importantissima, certamente di Maffeo Olivieri". L'arca di sant'Apollonio viene classificata "forse opera giovanile di Maffeo Olivieri, come si giudicherebbe dalle stile, confrontando l'arca col monumento funerario del Martinengo". Per analogie col mausoleo, anche l'altare di san Girolamo in San Francesco diventa "probabilmente opera di Maffeo Olivieri", mentre tutte le opere non confacenti allo stile del nuovo maestro di scultura vengono semplicemente accennate come anonime quando non sminuite o stroncate, commettendo svariati errori di valutazione e arrivando spesso a sottacere fonti anche contemporanee che ne indicavano specificatamente la qualità e gli autori. Ritiene invece scomparso il "fastigio superiore" del mausoleo Martinengo, ritenendolo scontato nella composizione e infatti previsto anche dal contratto del 1503.
Dalla ricostruzione di Antonio Morassi, il complesso panorama di correnti e artisti della scultura rinascimentale bresciana risulta minimizzato e non affrontato con la dovuta accuratezza, nonché imperniato attorno a un bronzista e intagliatore del legno ribattezzato maestro del marmo, con un catalogo di opere fondato unicamente sull'attribuzione del mausoleo Martinengo, e su nient'altro. Le conseguenze dell'errata rielaborazione del Morassi sono pesantissime e si concretizzano in una serie di ricadute in ambito critico. Il primo a cadere nell'equivoco è Gaetano Panazza che, nel catalogo dei Musei civici di Brescia del 1958, trova "felice" l'attribuzione all'Olivieri del mausoleo Martinengo. Anche lo stesso Panazza, inoltre, ritiene scomparso il coronamento superiore del mausoleo, seguendo anche in questo senso l'ipotesi del Morassi. Lo studioso analizza altresì il pannello centrale della cassa, raffigurante la Deposizione di Cristo su un pannello ligneo dipinto a imitazione del bronzo, ritenendolo della fine del XVI secolo. Sulla base del rinvenuto acquerello del 1688, che non lo raffigura ancora, la datazione proposta del Panazza non può essere accolta e va quindi posticipata. Anche nella fondamentale Storia di Brescia, edita da Treccani nel 1963, l'occasione per mettere definitivamente ordine nella storiografia dell'epoca va parzialmente persa nel momento in cui Adriano Peroni mantiene inalterato catalogo e ruolo artistico di Maffeo Olivieri, basati sulla "ben fondata ricostruzione critica del Morassi" che, oltretutto, viene vista come risposta naturale alla lacuna relativa agli anni giovanili dell'artista.
Questa posizione preminente assunta da Maffeo Olivieri decade infine nel 1977, quando Camillo Boselli, nel Regesto artistico dei notai roganti in Brescia dall'anno 1500 all'anno 1560, frutto di ricerche nell'allora insondato fondo notarile dell'Archivio di Stato di Brescia, ricostruisce parzialmente l'albero genealogico dei Cairano e pubblica la serie di fondamentali documenti, presentati nel capitolo sulla storia del monumento; essi ricostruiscono la commissione del mausoleo Martinengo, a partire dal contratto del 1503 tra Bernardino delle Croci e i fratelli Francesco e Antonio II Martinengo di Padernello, ai due atti delle vertenze economiche, all'ultimo contratto del 1516. È lo stesso Boselli ad accorgersi, per primo, della pesantissima portata delle sue scoperte, scrivendo in coda alla trascrizione del contratto originale del 1503:
(Camillo Boselli, Regesto artistico dei notai roganti in Brescia dall'anno 1500 all'anno 1560, 1977, p. 35 (documenti).)
La fabbrica del monumento viene quindi retrodatata di quasi vent'anni e cade l'attribuzione a Maffeo Olivieri di questa e di tutte le altre opere a lui assegnate dal Morassi, che sulla paternità del mausoleo trovavano fondamento. Al contrario, nella seconda metà del XX secolo sono emersi, da archivi civili ed ecclesiastici, numerosi documenti che confermano l'attività di Maffeo Olivieri come intagliatore del legno, assieme ad alcune opere a lui attribuite con sicurezza. Senza essere a conoscenza della documentazione rinvenuta da Camillo Boselli, lo studioso Francesco Rossi pubblica, nello stesso 1977, uno studio approfondito sull'attività di Maffeo Olivieri bronzista, concludendo con una netta negazione, per via stilistica, a qualsiasi affinità tra Maffeo e il mausoleo Martinengo, compresi addirittura i rilievi metallici:
(Francesco Rossi, Maffeo Olivieri e la bronzistica bresciana del '500 in "Arte Lombarda", 47/48, 1977, pp. 115-134.)

### L'autore ignoto del mausoleo Martinengo
Completamente decaduta, nel 1977, la paternità di Maffeo Olivieri sul mausoleo, il monumento torna ad essere relegato a un anonimo maestro bresciano per almeno vent'anni, e con esso le altre opere a lui attribuite. Camillo Boselli, infatti, è anche il primo a sottolineare come il rinvenimento dei contratti con Bernardino delle Croci, orafo e mai scultore nella sua carriera, così come i figli, non risolva il problema dell'attribuzione, poiché il Delle Croci non aveva verosimilmente le competenze per la realizzazione della parte lapidea. Tutte le parti marmoree del monumento sono state infine assegnate a Gasparo Cairano da Vito Zani in due successivi studi del 2001 e del 2003, nell'ambito di una profonda riconsiderazione organica della scultura rinascimentale bresciana, attribuzione ribadita nella prima monografia sul massimo esponente della scultura bresciana dell'epoca, pubblicata sempre dallo Zani nel 2010, e rapidamente accettata dalla critica artistica negli anni successivi.
Vito Zani, egualmente supponendo che il Delle Croci non possa essere stato anche lo scultore dell'opera, ricollega necessariamente le parti lapidee, e forse anche l'intero progetto, a una bottega specializzata, capace di lavorare su opere di questo grado qualitativo e culturale. Diventa perciò naturale supporre che, al momento del contratto del 1503 tra i fratelli Martinengo e l'orafo, quest'ultimo abbia subappaltato la parte lapidea a una bottega di scultori, cosa del resto estremamente frequente all'epoca. Al 1503, a Brescia, lo Zani identifica solamente due botteghe capaci di opere di questo livello: quella dei Sanmicheli e quella del Cairano. La prima, tuttavia, abbandonò la città molto prima del compimento dell'opera, forse addirittura già attorno al 1503-1504. Pertanto, la bottega del Cairano era l'unica rimasta in città, dopo la dispersione dei Sanmicheli già nel primo decennio del secolo, in grado di operare con successo su un complesso di questo tipo. L'attribuzione a Gasparo Cairano, inoltre, fa forza sull'analisi stilistica critica delle due statue a coronamento del monumento, raffiguranti San Pietro e San Paolo. Esse mostrano un'affinità palmare con i modelli utilizzati dal Cairano per gli stessi soggetti sul portale del duomo di Salò, documentato 1506-1508, e per quelli degli Apostoli per la chiesa di San Pietro in Oliveto, eseguiti entro il 1507. Le due statue, in particolare, rivelano l'adozione di una ancora primordiale maniera, riferibile all'ormai estrema maturità artistica dello scultore, che si palesa maggiormente nei due tondi marmorei sottostanti, già attribuiti al Cairano dal Meyer nel 1900.
Non è escluso, tuttavia, un iniziale coinvolgimento dei Sanmicheli almeno nel progetto del mausoleo. Ciò è verosimile alla luce della spiccata componente decorativa del monumento, che almeno in ciò esula dallo stile di Gasparo Cairano. È dunque probabile che la bottega dei Sanmicheli, in difficoltà lavorativa in una Brescia il cui gusto era rapidamente mutato dai fini ornamenti del santuario dei Miracoli al potente e posato classicismo della Loggia, guidato dall'ormai apprezzatissimo Gasparo Cairano, abbia tentato di rifarsi ottenendo la commissione dell'arca di san Tiziano e, forse, partecipando alle fasi iniziali della commessa Martinengo. Il rapido abbandono di Brescia dei Sanmicheli, che non avevano più modo di mettere in pratica la specializzazione di famiglia, portò a quel punto al coinvolgimento di Gasparo Cairano, anche in una fase un poco più tarda dei lavori.
È bene notare, comunque, che il definitivo contratto del Delle Croci è del 1516 ma Gasparo è segnalato morto già nel 1517, come dimostrato sempre da Vito Zani: perciò, se si affida al Cairano l'opera lapidea, i documenti impongono che non avrebbe avuto il tempo materiale per eseguirla completamente in questo breve periodo e, di conseguenza, almeno gran parte di essa deve essere collocata prima di questa data, ipotizzando un coinvolgimento di Gasparo a monte, o quasi, della commessa. Verosimilmente, comunque, Gasparo non avrà modo di vedere completata l'opera, alla cui esecuzione potrebbe essere subentrata la bottega e, in particolare, il figlio Simone. L'ultimo contratto del 1516, come già sottolineato, informa tuttavia che l'opera ancora incompleta si trovava già installata nella chiesa, ma non si sa in quali condizioni, e che già dall'anno precedente ospitava i resti di Bernardino Martinengo: ciò presuppone uno stato di avanzamento dei lavori non trascurabile, anzi di fatto completo perlomeno nella struttura e nelle principali componenti architettoniche. L'incompiutezza segnalata dal contratto del 1516, pertanto, potrebbe essere limitata a inserti decorativi di vario tipo, comprese le parti bronzee spettanti sicuramente al Delle Croci. A tal proposito, perciò, non è illecito supporre che le formelle bronzee mancati, ossia le due sulla cassa, di cui una sostituita da un pannello ligneo, e quelle del fregio, già mancanti nel disegno del 1688, potrebbero addirittura non essere mai state eseguite, e dunque lasciar credere che Bernardino delle Croci non ottemperò mai all'accordo con Antonio II Martinengo, neppure all'ultimo contratto del 1516.

### Caratteristiche compositive

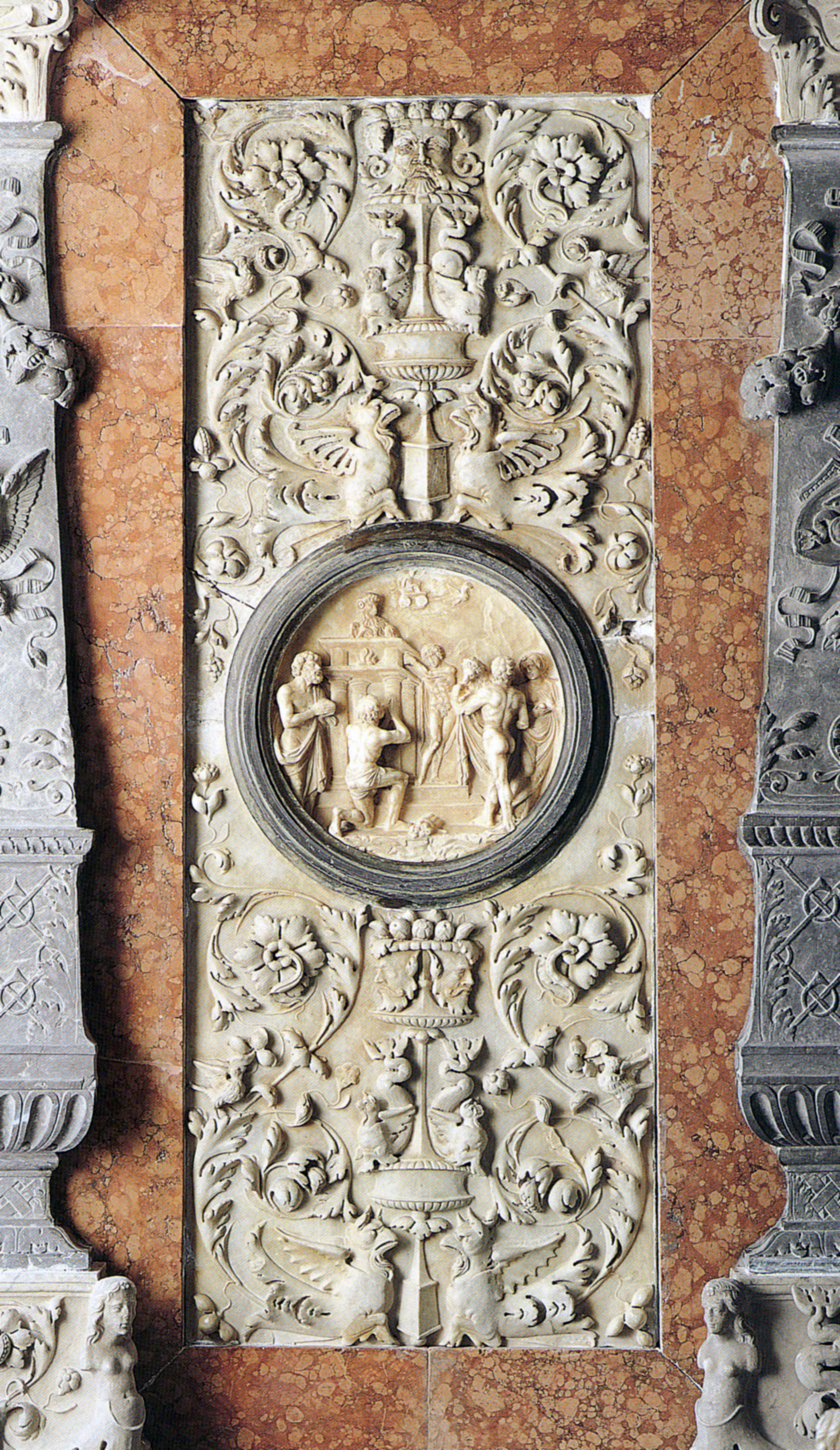
La specchiatura con la Scena di sacrificio.

Il mausoleo Martinengo si impone come uno dei massimi capolavori del rinascimento bresciano in campo scultoreo, in cui convergono tutti i principali elementi caratteristici della nuova arte, dei nuovi interessi e delle nuove tendenze dell'epoca provenienti dal centro Italia: purezza architettonica e artistica, ricercatezza di cromie, ricorso a marmi antichi, molti dei quali probabilmente di recupero, iconografia mitologica e alta celebrazione del defunto cui il monumento è destinato.
L'opera ha carattere notevolmente celebrativo, accresciuto in particolare dal ricercato effetto cromatico e dall'uso di diversi tipi di pietre e marmi, alcuni anche ricercati e antichi. Sullo zoccolo in marmo di Botticino si appoggiano le quattro colonne con il fusto in pietra grigia del Trentino, come i piedistalli e i fusti delle lesene specchiate, che contrasta con il bianco dei capitelli, delle basi e dei riquadri di fondo. Ulteriore contrasto è poi ricercato con l'utilizzo del marmo rosso di Verona e gli stessi contrasti si rilevano nel sarcofago superiore, ma invertiti: al posto della sequenza bianco-grigio-bianco sottostante, qui si trova grigio-bianco-grigio, più un lungo listello di marmo rosso come fregio della trabeazione di coronamento. Completano la varietà cromatica numerosi dischi di porfido e pietre colorate, probabilmente prelevati da monumenti romani in rovina, in particolare agli angoli delle formelle del sarcofago e sul basamento, dove si trova un grande clipeo nero centrale.
I numerosi rilievi bronzei accrescono la preziosità e il valore del monumento e possono essere raggruppati in due insieme: uno a carattere mitologico e uno a carattere religioso. I rilievi mitologici decorano la base del monumento e il fondale dietro le colonne: qui, in particolare, la Scena di sacrificio e la Scena di battaglia presentano una certa fattura, risolvendo le due complesse e articolate scene nell'ordine di pochi centimetri con un altissimo livello di dettaglio. Non è comunque possibile ritrovare il senso complessivo del programma iconografico svolto dai rilievi all'antica, soprattutto a causa della perdita di numerosi tondi che ornavano i piedistalli delle colonne.
I soggetti cristiani si raccolgono invece, come detto, lungo il sarcofago, divisi tra le Storie della Passione e i Trionfi delle Virtù nel fregio sottostante, entrambi lacunosi. I Trionfi sono adatti a celebrare le qualità morali e civili del defunto, mentre le Storie della Passione sono pertinenti alla destinazione funebre del monumento.

### Riferimenti e considerazioni stilistiche

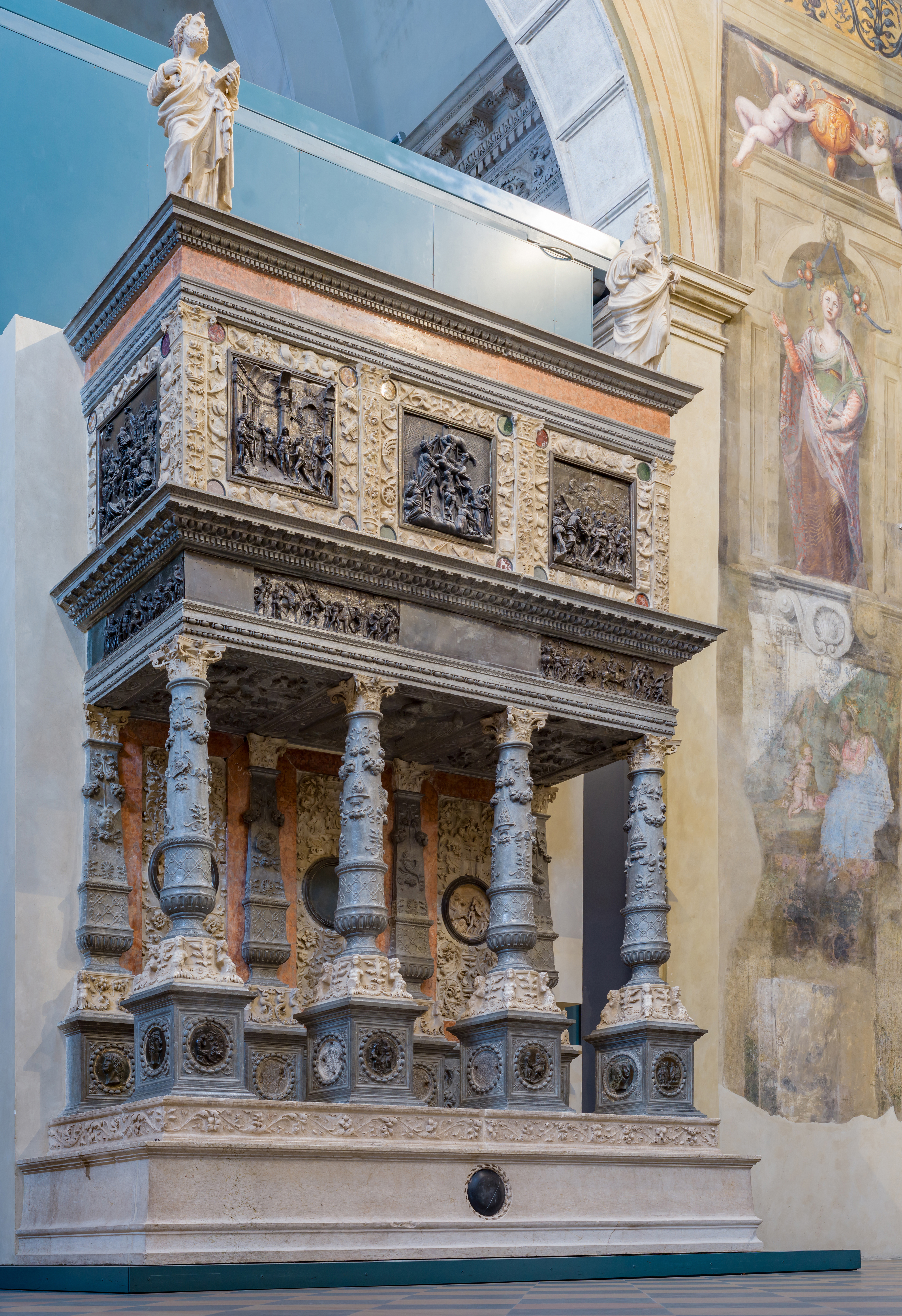
Il Mausoleo Martinengo nel coro delle monache

Il mausoleo Martinengo presenta affinità stilistica, invero abbastanza generica, con almeno due sepolcri milanesi, entrambi riferiti alla bottega Cazzaniga-Briosco e datati agli anni 1480: il monumento funebre di Giacomo Stefano Brivio nella basilica di Sant'Eustorgio e quello di Francesco Della Torre nella chiesa di Santa Maria delle Grazie.
Una correlazione più stretta, sia nella struttura, sia nella presenza di pannelli bronzi istoriati sul fronte del monumento funebre, si trova invece con il sepolcro di Gerolamo e Marcantonio Della Torre nella chiesa di San Fermo Maggiore a Verona, attribuito ad Andrea Briosco. Nel 2008, nell'ambito di una mostra a lui dedicata, l'attribuzione dell'opera è stata rivista per riferire al Briosco i soli pannelli bronzei, ora al museo del Louvre, mentre l'apparato lapideo è stato assegnato a Vincenzo Grandi. I due sepolcri sono evidentemente molto affini, tanto da porre il problema cronologico della precedenza dell'uno rispetto all'altro, poiché anche la datazione del monumento veronese è molto dubbia, anche facendo valere l'ipotesi avanzata nel 2008 di un terminus post quem al 1511, poiché ciò non risolve la questione. Un'alternativa verosimile è anche la reciproca influenza, in fase di esecuzione, tra le due opere.
La decorazione delle specchiature di fondo, di spiccata connotazione plastica, riprende soprattutto quella sperimentata sempre da Gasparo Cairano nel fregio del portale dello scalone della Loggia, databile al 1508 circa. Le stesse specchiature, in ogni caso, richiamano i pannelli quadrangolari di Pietro Lombardo e figli sulle basi dell'arco santo della chiesa di Santa Maria dei Miracoli a Venezia. Notevoli sono anche le fasce, decorate con un fregio continuo di armi e trofei militari, che inquadrano i pannelli bronzei del Delle Croci, il cui riferimento artistico è stato individuato dall'Agosti nei cosiddetti Trofei di santa Sabina agli Uffizi di Firenze. Nel 2010, tuttavia, Vito Zani ne sottolinea anche la derivazione dagli stessi motivi sui fregi dell'arco dei Sergi a Pola. Gli stessi fregi, in ogni caso, si ritrovano anche negli ambienti a pianterreno del palazzo della Loggia.
Per quanto riguarda l'apparato bronzeo, opera di Bernardino delle Croci, si sottolinea come esso sia egualmente permeato dalla ricerca di un linguaggio "all'antica", affine all'orientamento classicista assunto dalla produzione bronzea padovana agli inizi del XVI secolo. In alcuni tondi bronzei sui piedistalli delle colonne, tuttavia, si riscontrano riprese da monete antiche o medaglie moderne create su esempio delle precedenti. È ancora Giovanni Agosti a proporre una xilografia con il Trionfo di Cristo, tratta da disegni di Tiziano, come possibile riferimento per i Trionfi di Virtù sul mausoleo Martinengo; tale attribuzione non è però condivisa da Vito Zani, il quale, nel 2010, propone piuttosto un confronto con due rilievi conservati alla Ca' d'Oro di Vittore Gambello, datati a dopo il 1506 a causa di una citazione del Laocoonte, a loro volta provenienti da un monumento funebre.

#### I due tondi figurati

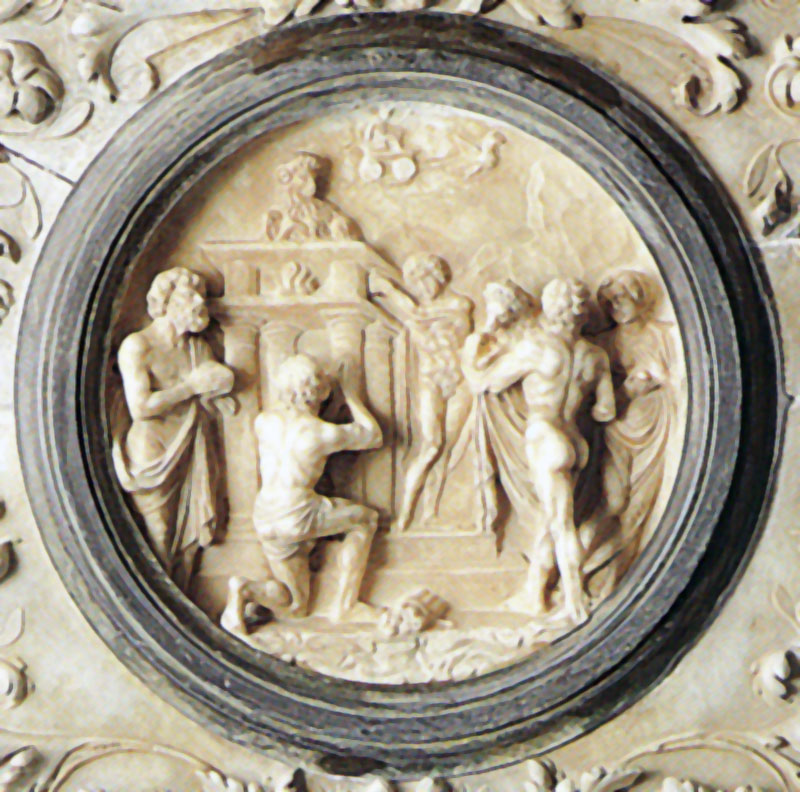
Scena di sacrificio.

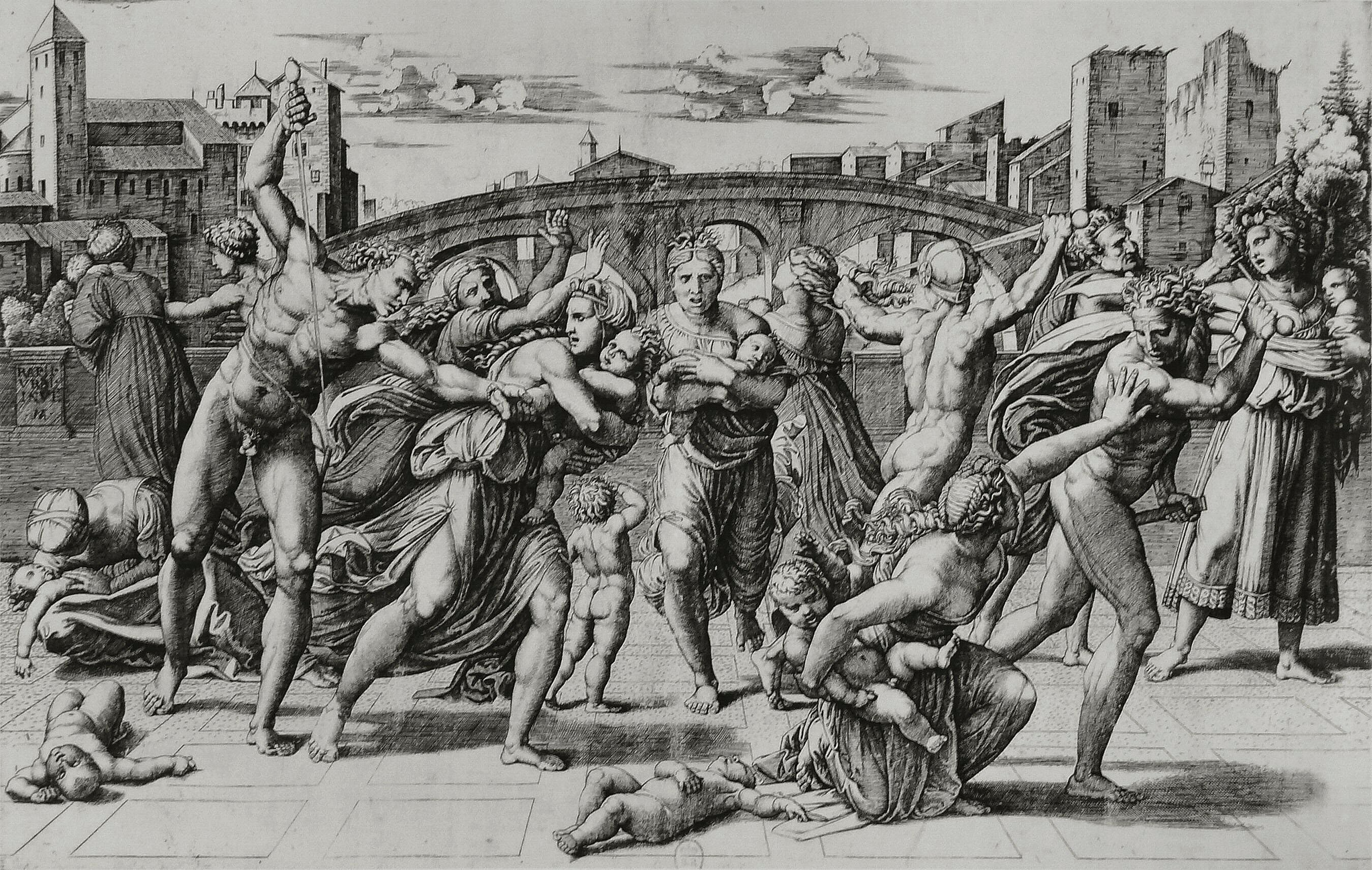
Marcantonio Raimondi, Strage degli innocenti.

Le specchiature di fondo del mausoleo, tranne la centrale, presentano incastonati due tondi marmorei raffiguranti una Scena di sacrificio in quello di sinistra e una Scena di battaglia in quello di destra. Queste due opere sono forse le più pregevoli del monumento per livello tecnico, qualitativo e culturale. Attribuite allo scalpello di Gasparo Cairano, si prestano a una serie di considerazioni stilistiche, utili anche a inquadrare meglio il sepolcro dal punto di vista cronologico e dell'ambito culturale in cui esso fu realizzato, nonché a rafforzare l'attribuzione a Gasparo Cairano e a confermare le sue notevoli capacità di rielaborazione originale di modelli classici e contemporanei.
La Scena di sacrificio raffigura un tema abbastanza raro, all'epoca diffuso solo nella bronzistica e secondo differenti modalità di rappresentazione, come si può dedurre dagli esemplari raccolti da Fritz Saxl in un saggio del 1939, tra cui spiccano soprattutto quelli di Andrea Briosco per il cero pasquale della basilica di Sant'Antonio di Padova e per il già nominato monumento funebre Della Torre in San Fermo Maggiore a Verona. La composizione di questi Sacrifici è profondamente differente, tuttavia è notevole come lo stesso soggetto si ritrovi anche sul sepolcro Della Torre, già messo precedentemente in relazione al mausoleo Martinengo per cronologia e affinità stilistica. Anche sulla facciata della chiesa di Santa Maria dei Miracoli a Brescia, tuttavia, si trovano formulazioni del soggetto, anche in questo caso molto distanti dall'esemplare sul mausoleo e declinate nella raffigurazione della sola ara sacrificale. Risulta invece molto più affine una medaglia veneziana autocelebrativa dell'orafo Vittore Gambello, firmata e datata 1508, raffigurante un Sacrificio pagano. Secondo Vito Zani, in un articolo del 2013, questa medaglia potrebbe aver fatto da modello per il tondo di Brescia, anche per la soluzione circolare del soggetto, ma in una declinazione comunque differente. Il Sacrificio pagano, in questo caso, viene riformulato nell'accezione cristiana, secondo il riferimento più illustre per l'epoca, ossia il Sacrificio di Noè di Michelangelo, affrescato tra il 1508 e il 1510 nella Cappella Sistina.
Considerando questi elementi, si può concludere come questa Scena di sacrificio sia realmente il risultato di una elaborazione originale del tema iconografico, ossia priva di riferimenti specifici, a parte alcune suggestioni da simili trattazioni dell'epoca, facendo del tondo marmoreo un esemplare di notevole pregio per la padronanza dell'antico, l'esito più riuscito di una cultura classicheggiante inaugurata a Brescia un ventennio prima con i cantieri del santuario dei Miracoli e della Loggia. Sono infatti individuabili numerosi riferimenti, più o meno contemporanei, che rivelano come sia stata messa in atto una vera e propria reinterpretazione degli stessi, arrivando a snaturarli dal contesto originale per adattarli alla nuova composizione. Francesco Rossi, nel 1977, individua nel nudo di spalle a destra della Scena di sacrificio una ripresa di una placchetta padovana dei primi anni del XVI secolo, raffigurante Orfeo all'Inferno, mentre Vito Zani, nel 2013, correla l'altare sopraelevato nel tondo del mausoleo Martinengo al tempietto sullo sfondo a una placchetta bronzea raffigurante Ercole e Caco, conservata alla National Gallery of Art di Washington e attribuita al Caradosso.

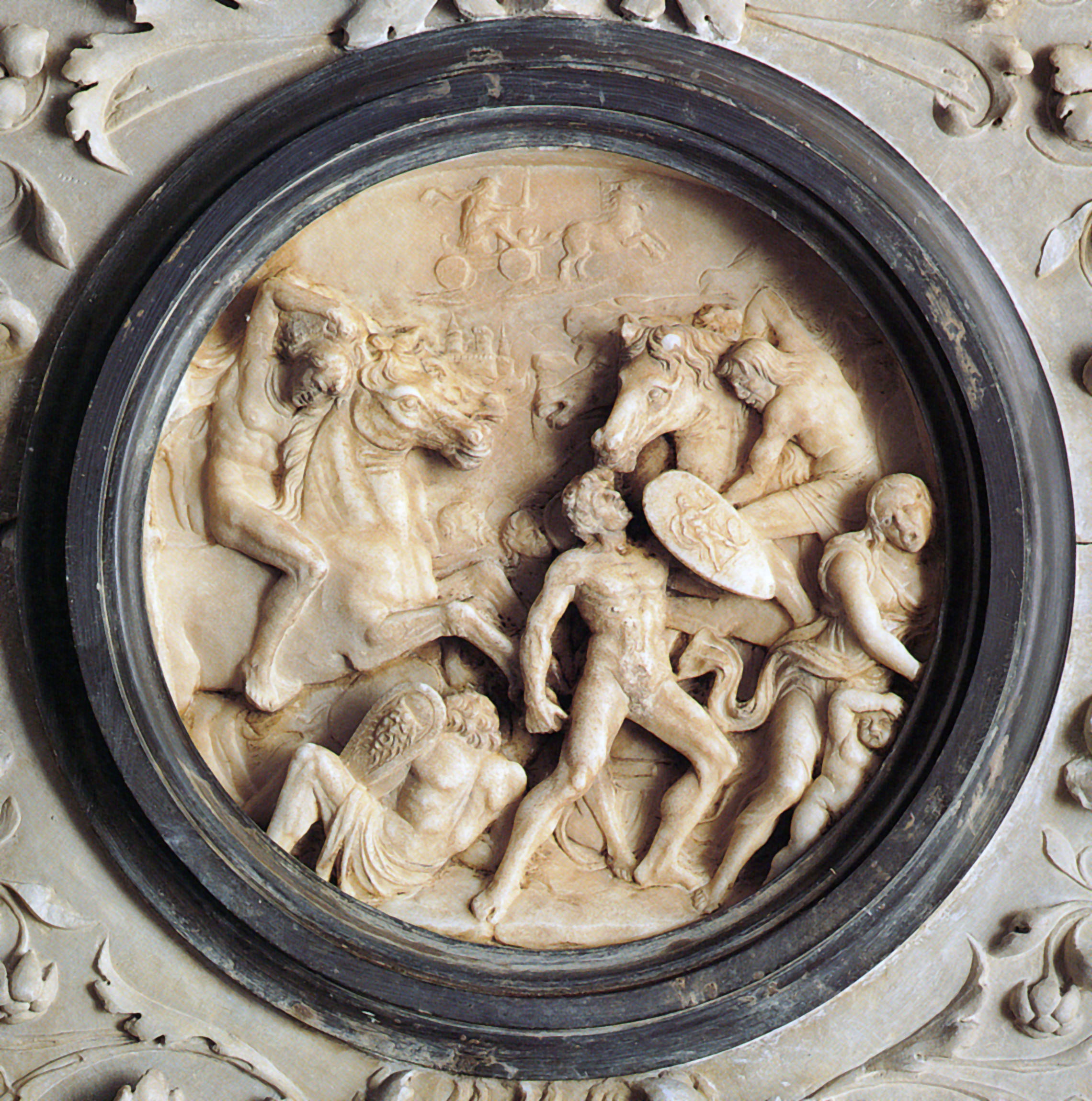
Scena di battaglia.

Anche nel tondo speculare, raffigurante la Scena di battaglia, si riscontra un medesimo criterio di rielaborazione di soggetti iconografici differenti, dalla resa originale, omogenea e efficace. Giovanni Agosti, nel 1993, è il primo a identificare nell'incisione di Marcantonio Raimondi con la Strage degli innocenti mutuata da Raffaello Sanzio uno dei riferimenti per questa scena, che tuttavia Gasparo Cairano cita molto liberamente: la donna all'estrema destra, tangente al perimetro del tondo, è estrapolata da due diverse figure, le due donne centrali alla composizione, una per il corpo e l'altra per il volto, mentre il bimbo è la rotazione di 180° dell'analoga figura del Raimondi, al centro della scena.
Il gruppo sulla sinistra, raffigurante un soldato a cavallo che impenna sul nemico sconfitto a terra, riprende invece un soggetto molto frequente nell'arte monumentale e nella numismatica della Roma imperiale. Questa particolare composizione, prontamente captata e più volte riprodotta dagli scultori lombardi di epoca rinascimentale, si trova per la prima volta tra i decori basamentali della facciata della Certosa di Pavia e, successivamente, anche in un esempio bresciano non casualmente attribuibile a Gasparo Cairano, ossia su uno dei fregi dei pilastri del portico della Loggia, dove è oltretutto raffigurato anche il soldato in piedi di fronte al cavallo. Questa medesima figura di soldato è sua volta presente sul basamento di una lesena dell'Adorazione Caprioli, altra opera riconducibile a Gasparo Cairano. Questo soldato segue, così come il gruppo equestre, un soggetto a lungo reiterato nella Roma imperiale, a partire dalle figure della fontana dei Dioscuri in piazza del Quirinale a Roma ma in seguito ripetuto in moltissime scene di combattimento, in particolare quelle sui sarcofagi. Tuttavia, l'autore del tondo dimostra, anche in questo caso, una quasi sprezzante maestria interpretativa, ruotando liberamente forme e soggetti per adattarli al contesto, esattamente come per le figure della Strage degli innocenti: il soldato è infatti di spalle nel fregio della Loggia, rigirato di fronte e rivolto a sinistra nell'Adorazione Caprioli e infine di fronte ma rivolto a destra nel tondo sul mausoleo Martinengo.
Perciò, stando ai riferimenti adottati per l'esecuzione dei due tondi, essi si collocano verosimilmente a poco oltre il 1510, anche se la Scena di battaglia rimane più vicina al linguaggio espresso durante i grandi cantieri pubblici bresciani, chiusi da pochi anni. Più in linea con questa datazione è la Scena di sacrificio, che rivela una maggiore sensibilità agli esempi della bronzistica, ambito dove, a questo punto, Gasparo Cairano sembra trovare la maggior parte dei soggetti da sottoporre alle sue rielaborazioni, mentre per le due statue apicali di San Pietro e San Paolo si mantiene fedele ai modelli tradizionali da lui maturati. Questo fatto, che inizialmente può stupire, trova in realtà un riscontro sensato nel contesto in cui il mausoleo Martinengo fu progettato e realizzato: si parla cioè di un monumento, per il contesto bresciano allora inedito, con un corredo di bronzi eseguito sotto la sovrintendenza dell'orafo Bernardino Delle Croci; quest'ultimo, titolare e responsabile della commessa, già sicuramente disponeva di un vasto catalogo di riferimenti antichi e moderni e certo ne collezionò altri per questa commessa, tutti ampiamente citati sia nei pannelli maggiori sia nei tondi minori sul basamento.
Questa sua particolare specializzazione, nonché sensibilità nella conoscenza e riproduzione della bronzistica antica sarebbe, secondo Vito Zani, l'unica ragione per cui egli ottenne una commessa tanto impegnativa anche in un ambito fuori dalle sue competenze, ossia quello lapideo. Difficile, a questo punto, escludere Gasparo Cairano, socio scultore del Delle Croci, dall'influenza di questa quantità di esempi classici o classicheggianti, anche se le tempistiche di questa influenza sono molto difficili da ricostruire, così come confuse sono le tempistiche della realizzazione del monumento. La sola Scena di sacrificio, tuttavia, è in grado di attestare la maturazione, nello scalpello del Cairano, di questo inedito connubio tra la scultura e la bronzistica attorno al 1510, periodo in cui, a questo punto, potrebbe essere collocata anche gran parte del restante apparato lapideo. Questo avvenuto dialogo con la bronzistica, inoltre, troverebbe almeno un seguito nel catalogo di opere del Cairano, ossia l'altare di san Girolamo per la chiesa di San Francesco d'Assisi a Brescia, dove lo straordinario adattamento circolare della Zuffa di dei marini del Mantegna è effettivamente coerente con l'uso analogo, tipico della bronzistica, di imprimere simili scene lungo fasce continue circolari.

### Il coronamento perduto
La questione del perduto coronamento centrale del mausoleo Martinengo, collocato tra le due statue apicali di San Pietro e San Paolo, ha sollevato le domande della critica per anni, almeno a partire dalla trattazione di Antonio Morassi negli anni 1930. Il problema ha trovato ulteriore conferma dopo il rinvenimento del contratto originale del 1503 da parte del Boselli nel 1977, nel quale la presenza di un fastigio superiore è addirittura compresa tra i dettagli che, secondo il documento, il sepolcro avrebbe dovuto avere. Il contratto specifica anche il soggetto, ossia una "imagibus [...] in forma pietatis", ossia una Pietà, coerentemente con la destinazione dell'opera a monumento funebre. La completezza dell'apparato lapideo, al contrario di quello bronzeo, lascia credere che tale coronamento sia stato effettivamente realizzato, ma in seguito asportato o mai neppure issato sul mausoleo. Notare, inoltre, come il già citato acquerello del 1668 dimostri che, a quella data, a coronamento del monumento vi fossero già esclusivamente le due statue angolari.
L'attribuzione a Gasparo Cairano avanzata da Vito Zani negli anni 2000 ha portato lo studioso a proporre almeno altre due congetture, ricercando tra le opere erratiche attribuibili allo scultore quelle che, verosimilmente, potrebbero aver fatto parte del mausoleo Martinengo. Il primo pezzo è il Compianto sul Cristo morto, incompiuto, raffigurante Cristo sorretto dalla Madonna e da san Giovanni Evangelista più altre figure in secondo piano, esposto nel museo d'Arte Antica di Milano. Il secondo è invece la Deposizione di Cristo nei depositi del museo di Santa Giulia a Brescia, a sua volta incompiuta.